# Кунерминское муниципальное образование
Кунерминское муниципальное образование — сельское поселение в Казачинско-Ленском районе Иркутской области России.
Административный центр и единственный населённый пункт — посёлок Кунерма.

## История
Кунерминское муниципальное образование со статусом городского поселения было создано законом от 16 декабря 2004 года. Законом от 5 декабря 2022 года городское поселение было преобразовано в сельское поселение.

## Население
| 2010 | 2011 | 2012 | 2013 | 2014 | 2015 | 2016 | 2017 | 2019 |
| ---- | ---- | ---- | ---- | ---- | ---- | ---- | ---- | ---- |
| 59   | ↘57  | ↘47  | ↘39  | →39  | ↘36  | ↘30  | ↗32  | ↘28  |
| 2020 | 2021 |      |      |      |      |      |      |      |
| ↘0   | ↗25  |      |      |      |      |      |      |      |